# Tsagaan Khass
Tsagaan Khass (Bílá svastika) je mongolská neonacistická organizace. Hlásí se k odkazu německého nacismu a užívá i jeho symboliku. Vystupuje ostře proti Číňanům a mezietnickým svazkům Mongolů s nimi. Organizace deklaruje odmítání násilí a na někdejším režimu v Německu jí vadí rozpoutání 2. světové války.